# گنایبینگ، وایسنباخ
گنایبینگ (به آلمانی: Gniebing-Weißenbach) یک منطقهٔ مسکونی در اتریش است که در زودوست‌اشتایرمارک واقع شده‌است. گنایبینگ ۱۵٫۳۶ کیلومتر مربع مساحت دارد ۲۸۸ متر بالاتر از سطح دریا واقع شده‌است.